# Isabella Seymour-Conway, markisinna av Hertford
Isabella Seymour-Conway, markisinna av Hertford, född 1759, död 1834, var en brittisk adelskvinna. Hon var älskarinna till den blivande Georg IV av Storbritannien mellan 1807 och 1819.
Hon var dotter till Charles Ingram, 9th Viscount of Irvine och gifte sig 1776 med Francis Ingram-Seymour-Conway, 2nd Marquess of Hertford. Hon ansågs utöva ett brett inflytande och anses ha påverkat tronföljaren till fördel för Tory-partiet. Katolikerna ogillade förhållandet då det var till nackdel för den katolska Maria Fitzherbert och, som de trodde, tronföljarens eventuella planer på ökade rättigheter för katolikerna.